# Leo Falicov
Leopoldo Máximo Falicov (Buenos Aires, Argentina, 24 de junio, 1933 – 24 de enero, 1995) fue un físico teórico argentino, especialista en la teoría de Física de la materia condensada.

## Biografía
Falicov nació en Buenos Aires. Su padre, Isaías Félix Falicov, nació en Argentina y su madre, Dora Samoilovich, fue una inmigrante que llegó a Argentina muy pequeña.
Falicov estudió en el Colegio Nacional de Buenos Aires. Cursó los primeros años de las carreras de Química y Física en la Facultad de Ciencias Exactas de la Universidad de Buenos Aires (UBA). En 1955 ingresó al recién creado Instituto de Física de Bariloche, (llamado Instituto Balseiro a partir de 1962) y se recibió de Licenciado en Física en mayo de 1958 como miembro de la primera promoción de Físicos. Mientras tanto, en 1957, se recibió de Licenciado en Química en la UBA. 
Simultáneamente estaba trabajando en su tesis doctoral en el Instituto de Física de Bariloche bajo la dirección de José Antonio Balseiro en el tema “Los paquetes de fotones: su clasificación,  dispersión y formación” que defendió en agosto de 1958, a 3 meses de haber terminado su carrera de Licenciado. Fue la primera tesis doctoral en el Instituto Balseiro.
Continuó en 1959 con una beca del British Council en la Universidad de Cambridge Inglaterra donde realizó un segundo doctorado bajo la dirección del profesor Volker Heine en el tema “La estructura de bandas de metales”, con fecha de defensa el 8 de diciembre de 1960.
Luego se convirtió en profesor de la Universidad de Chicago.
En 1959 se casó con Marta Puebla, artista plástica quien confeccionó su famoso dibujo del “Magnesium Fermi Surface” conocido como el “Monstruo de Falicov” que desarrolló en su tesis doctoral.
Fue investigador e investigador visitante en varias instituciones de renombre, como la Universidad de Chicago, Bell Laboratories, Cambridge University, Universidad de Antioquía, Universidad de Copenhagen, Universidad de Paris, Orsay.
En 1969, fue Profesor en la universidad, encabezando el departamento desde 1981 a 1983.
Falicov fue miembro de la Academia Nacional de Ciencias de Estados Unidos, de la Real Academia de Ciencias y Letras de Dinamarca, y de la Academia de Ciencias Exactas, Física y Naturales de Argentina. Fue miembro de la American Physical Society, del Institute of Physics (IOP) y del Academia de Ciencias del Tercer Mundo.

## Homenaje
La biblioteca del Instituto Balseiro lleva su nombre.